# Down on the Corner
Down on the Corner är en låt av det amerikanska bandet Creedence Clearwater Revival skriven av bandets sångare och gitarrist John Fogerty.
Låten låg femton veckor på Billboard Hot 100 och nådde top nummer 3. Låten släpptes som singel den 2 november 1969 med Fortunate Son och på albumet Willy and the Poor Boys som släpptes samma dag. Albumet fick sitt namn från låten som handlar om en fiktiv musikgrupp med namnet Willy and the Poor Boys.

## Listplaceringar
| Lista (1969-1970) | Topplacering   |
| ----------------- | -------------- |
| Nederländerna     | 8              |
| Storbritannien    | 31             |
| USA               | 3              |
| Sverige           | 2 (Tio i topp) |
| Västtyskland      | 2              |
| Österrike         | 9              |

### Fotnoter
1. ↑  ”Listplacering”. http://dutchcharts.nl/showitem.asp?interpret=Creedence+Clearwater+Revival&titel=Down+On+The+Corner&cat=s. Läst 13 maj 2011.
2. ↑  ”Listplacering”. https://www.officialcharts.com/artist/13660/creedence-clearwater-revival/. Läst 7 november 2020.
3. ↑  ”Listplacering”. https://www.billboard.com/music/creedence-clearwater-revival/chart-history. Läst 7 november 2020.
4. ↑  Hallberg, Eric (1998). Tio i topp - med de utslagna på försök 1961-74 (1:a uppl.). ISBN 91-972712-5-X
5. ↑  ”Listplacering”. http://www.charts-surfer.de/. Läst 7 november 2020.
6. ↑  ”Listplacering”. http://austriancharts.at/showitem.asp?interpret=Creedence+Clearwater+Revival&titel=Down+On+The+Corner&cat=s. Läst 13 maj 2011.